# 哈肯貝格山
48°15′8″N 16°18′56″E / 48.25222°N 16.31556°E

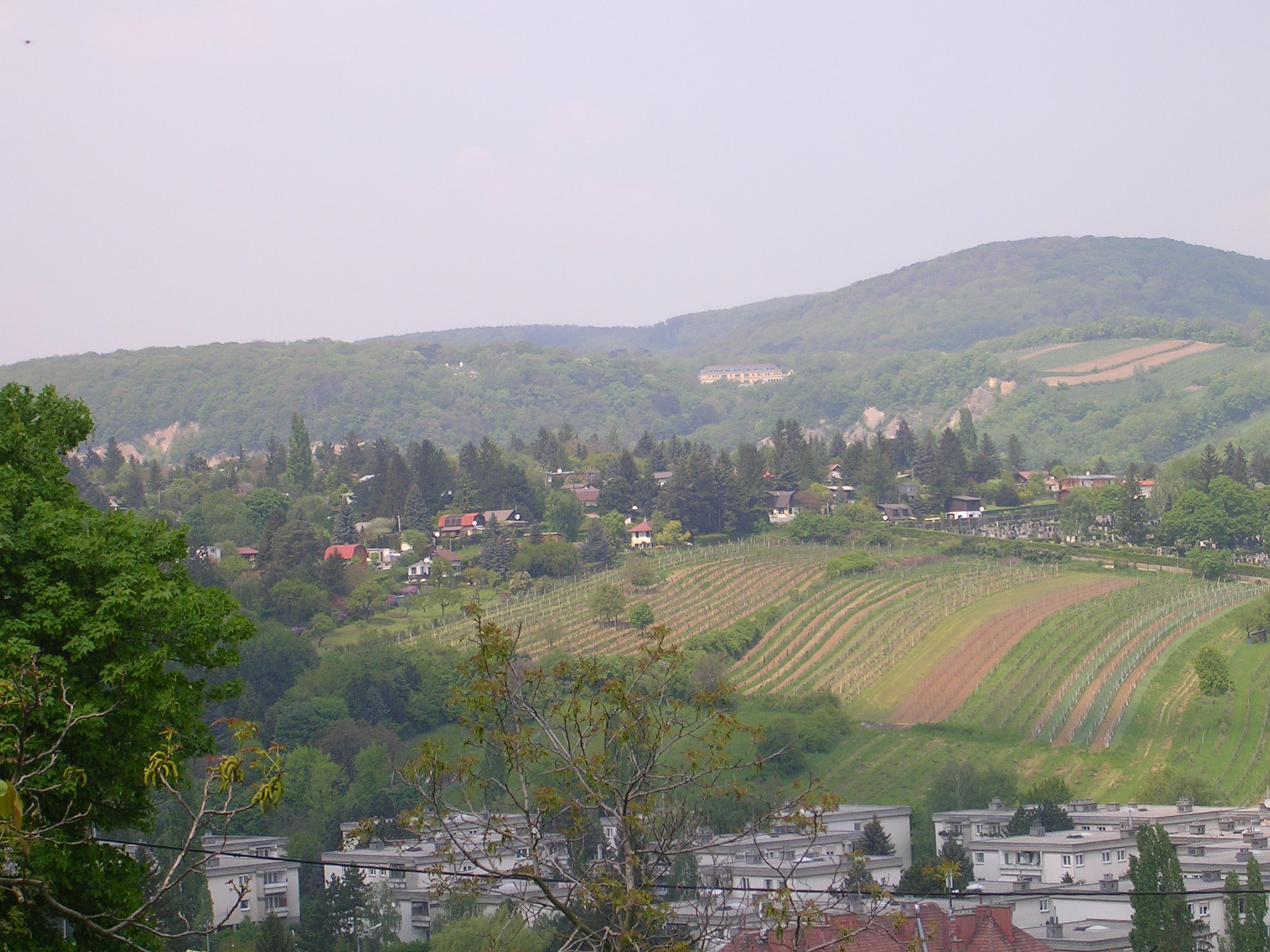

哈肯貝格山（德語：Hackenberg），是奧地利的山峰，位於該國東北部，由維也納負責管轄，屬於維也納林山的一部分，海拔高度306米，海拔高度904米，山體由沙和礫石覆蓋。